# Ashique Kuruniyan
Muhammed Ashique Kuruniyan (sinh ngày 14 tháng 6 năm 1997) là một cầu thủ bóng đá chuyên nghiệp người Ấn Độ thi đấu ở vị trí tiền đạo cánh cho câu lạc bộ ATK Mohun Bagan thuộc Indian Super League và đội tuyển bóng đá quốc gia Ấn Độ.

## Thống kê sự nghiệp

### Bàn thắng quốc tế
| #  | Ngày                | Địa điểm                                                 | Đối thủ   | Bàn thắng | Kết quả | Giải đấu                        |
| -- | ------------------- | -------------------------------------------------------- | --------- | --------- | ------- | ------------------------------- |
| 1. | 5 tháng 9 năm 2018  | Sân vận động Quốc gia Bangabandhu, Dhaka, Bangladesh     | Sri Lanka | 1–0       | 2–0     | Giải vô địch bóng đá Nam Á 2018 |
| 2. | 24 tháng 9 năm 2022 | Sân vận động Thống Nhất, Thành phố Hồ Chí Minh, Việt Nam | Singapore | 1–1       | 1–1     | Cúp Hưng Thịnh 2022             |